# История шёлка

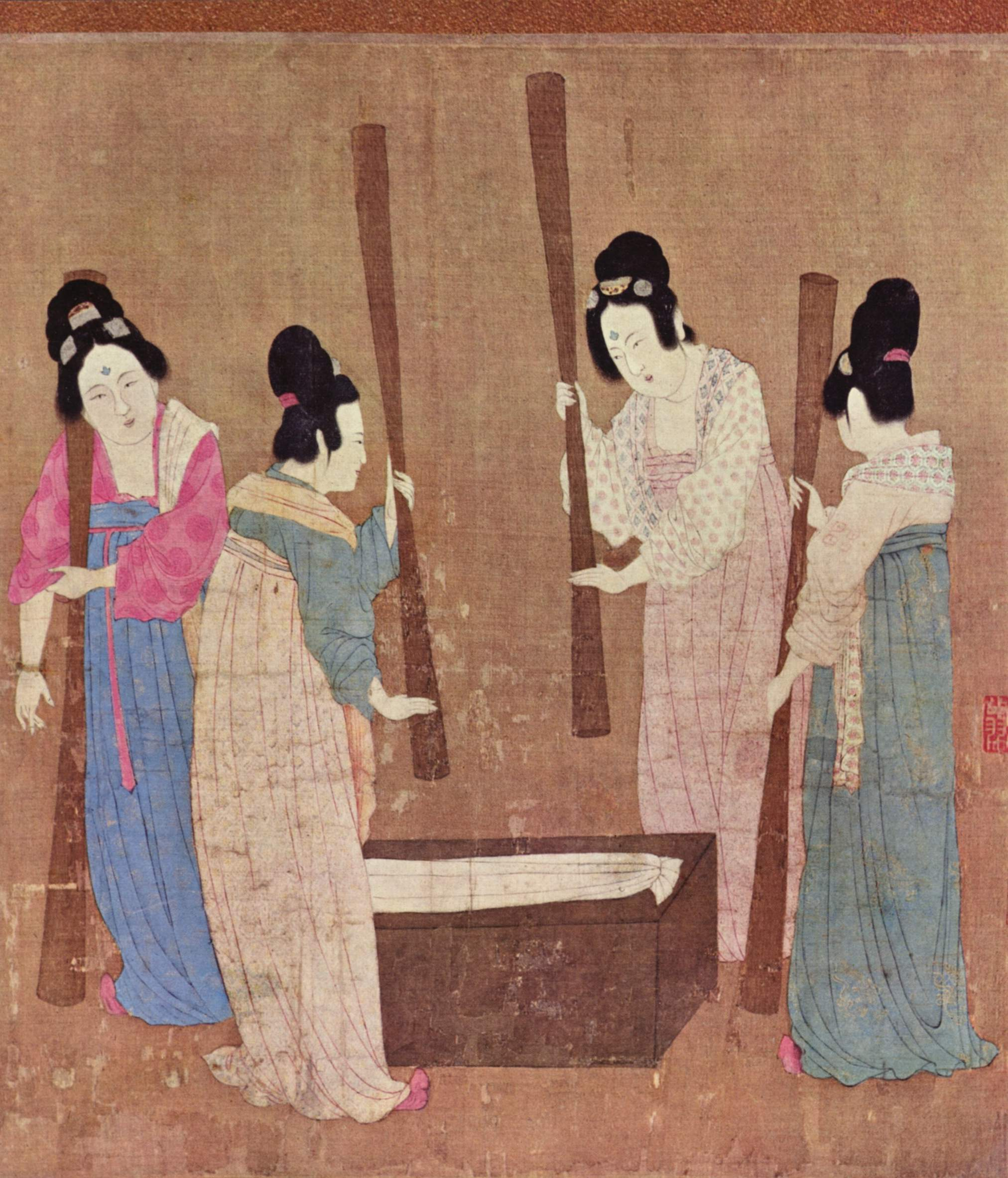
«Женщины, изготавливающие шёлк», Хуэй-цзун, начало XII века.

История производства шёлка берёт своё начало в Китае во времена неолитической культуры Яншао в 4-м тысячелетии до н. э. Шёлк оставался в границах Китая до тех пор, пока во второй половине первого тысячелетия до н. э. не появился Шёлковый путь. В течение тысячи лет Китай оставался монопольным производителем шёлка. Использование шёлка в Китае не ограничивалось только одеждой, ему находилось также и другое применение, например, в письменности. Во время правления династии Тан цвет шёлка в одежде был важным индикатором социального класса.
Около 300 года н. э. шелководство распространилось в Японии, а к 522 году византийцам удалось приобрести яйца тутового шелкопряда и приступить к разведению шелковичных червей. В это же время шёлк начали производить арабы. В результате распространения шелководства экспортный китайский шёлк стал менее значимым, хотя он по-прежнему доминировал на рынке шёлка в высшем классе. Крестовые походы принесли производство шёлка в Западную Европу, в частности, во многие итальянские области, которые пережили экономический бум, экспортируя шёлк остальной Европе. В Средние века начались изменения в технологии производства, впервые появилась прялка. В XVI веке Франции, как и Италии, удалось организовать успешную торговлю шёлком. Усилия же большинства других стран по развитию собственной шёлковой промышленности оказались безуспешными.
Промышленная революция во многом изменила шёлковую промышленность Европы. Благодаря инновациям производство хлопка стало намного более дешёвым, что привело к тому, что более дорогое шёлковое производство отдало свои господствующие позиции. Однако новые ткацкие технологии увеличили эффективность и шёлкового производства, в частности этому способствовал жаккардовый ткацкий станок, разработанный для шёлковой вышивки. Несколько эпизоотий тутового шелкопряда привели к падению производства шёлка, особенно во Франции, где промышленность уже не смогла восстановиться.
В XX веке Япония и Китай вернули себе былые лидирующие роли в шёлковом производстве, и Китай теперь снова является крупнейшим производителем шёлка в мире. Появление новых тканей, таких как нейлон, уменьшило распространённость шёлка, который стал редким предметом роскоши, гораздо менее значимым, чем во времена своего расцвета.

## Ранняя история

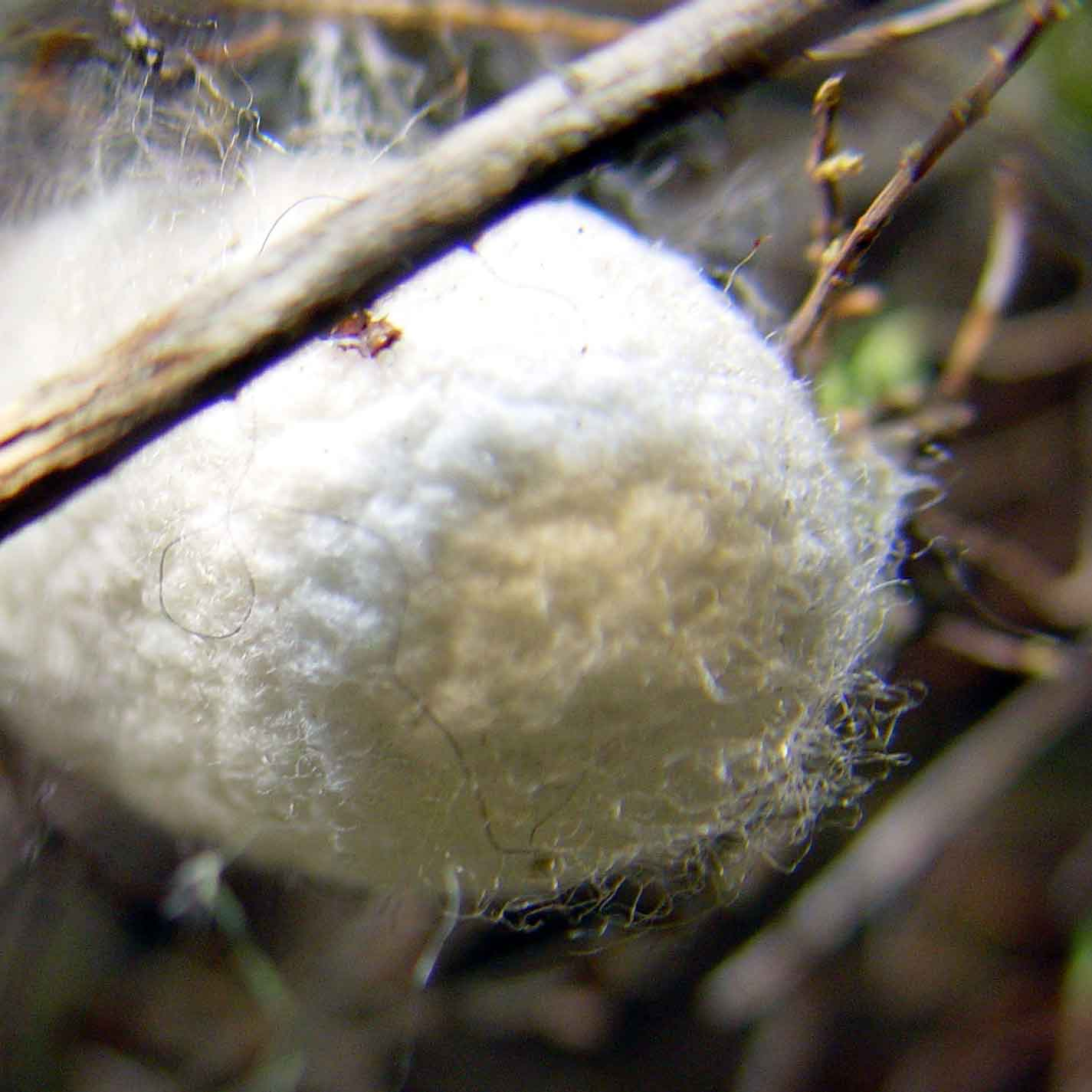
Кокон тутового шелкопряда

### Появление шёлка
Самые ранние свидетельства существования шёлка относятся к культуре Яншао 4000-3000 гг. до н. э.: в уезде Сясянь в Шаньси был обнаружен шёлковый кокон, разрезанный пополам острым ножом, вид кокона был идентифицирован как Bombyx mori, одомашненный тутовый шелкопряд. Фрагменты примитивного ткацкого станка культуры Хэмуду (ок. 4000 г. до н. э.) были найдены в Юйяо. Чаша из слоновой кости с вырезанными на ней изображениями шелковичных червей, также относящаяся к Хэмуду (ок. 4900 г. до н. э.), была найдена на раскопках в Чжэцзяне. Самый древний экземпляр шёлковой ткани датируется 3630 годом до н. э., он был найден на раскопках Яншао в Хэнани, ткань была обёрнута вокруг тела ребёнка. Лоскутки шёлка, найденные в Хучжоу, относятся к культуре Лянчжу и датируются 2700 г. до н. э. Фрагменты ткани, датируемые 1600—1046 гг. до н. э., были извлечены из королевской гробницы династии Шан.
Во время более поздней эпохи китайский секрет производства шёлка стал известен корейцам, японцам и, позже, индийцам. Упоминания ткани в Ветхом Завете показывают, что она была известна в западной Азии и в библейские времена. Учёные полагают, что, начиная со второго века до нашей эры, китайцы создали торговую сеть, нацеленную на экспорт шёлка на запад. Шёлк использовался, например, персидским двором и царём Дарием III в те времена, когда Александр Македонский завоевал империю Ахеменидов. Хотя шёлк быстро распространился по всей Евразии, его производство, за исключением, возможно, Японии, оставалось исключительно китайским на протяжении трёх тысячелетий.

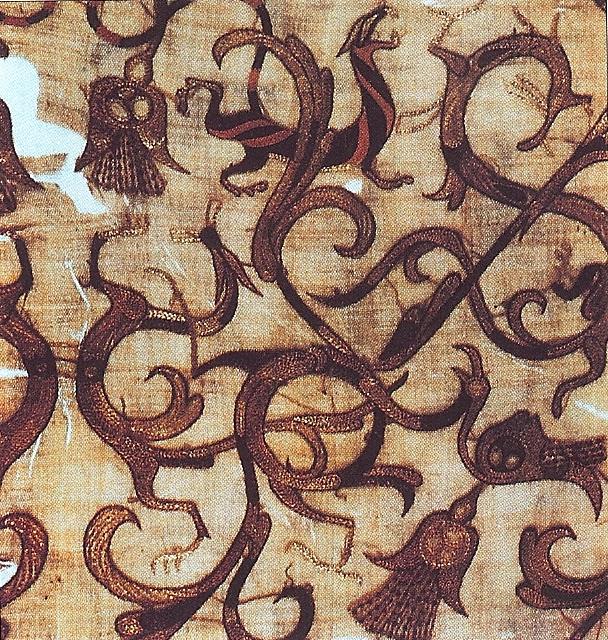
Деталь шёлкового ритуального предмета одежды. IV век до н. э., эра Чжоу, Китай.

### Мифы и легенды
Согласно трудам Конфуция и китайским легендам, в XXVII веке до нашей эры кокон шелкопряда упал в чашку чая императрицы Си Линши. Желая извлечь кокон из напитка, 14-летняя девочка стала вытягивать нить из кокона, после чего ей пришла идея сплести из нити ткань. Понаблюдав, по рекомендации мужа, Жёлтого императора, за жизнью шелковичных червей, она стала наставлять своё окружение в искусстве шелководства. Впоследствии это привело к тому, что Си Лин Ши стала считаться богиней шёлка в китайской мифологии. С течением времени шёлк вышел за пределы Китая вместе с одной из принцесс, которая была обещана в жёны принцу Хотана. Это, вероятно, произошло в начале первого столетия. Принцесса отказалась уезжать без своей любимой ткани и таким образом поспособствовала снятию императорского запрета на экспорт шёлка.
Хотя шёлк экспортировался в зарубежные страны в больших количествах, секрет шелководства оставался нераскрытым, китайцы его тщательно охраняли. Это привело к тому, что у других народов возникало множество различных версий об источнике невероятной ткани.
В античности большинство римлян, большие любители шёлка, были убеждены, что китайцы делают ткань из листьев деревьев. Это убеждение было закреплено Луцием Аннеем Сенекой в «Федре» и Вергилием в «Георгиках». Плиний Старший был более осведомлён. Говоря о «bombyx» (шелкопряде), он писал в своей «Естественной истории»: «они ткут как пауки паутину, которая становится роскошной тканью для женской одежды и называется шёлком».

## Использование шёлка в Древнем и Средневековом Китае
Изначально в китайском шелководстве были задействованы только женщины, многие из которых были заняты на соответствующих работах. Шёлк вызвал повальное увлечение среди высшего общества, но в соответствии правилами конфуцианского канона Ли цзи  использование шёлка было ограничено только членами императорской семьи. Примерно в течение тысячелетия право носить шёлк был закреплено за императором и высшими сановниками. Позже разрешение постепенно распространилось и на другие классы китайского общества. Со временем шёлк стал использоваться для декорирования, а также для менее роскошных целей: для изготовления музыкальных инструментов и тетив луков. Крестьяне не имели права носить шёлк вплоть до династии Цин (1644—1911).
Бумага была одним из величайших открытий древнего Китая. Начиная с III века до нашей эры бумага изготовлялась в любых размерах и из различных материалов. Шёлк не стал исключением, шёлковая бумага изготовлялась, начиная со II века до н. э. Бумага из шёлка, бамбука, льна, пшеницы и рисовой соломы использовалась различными способами, шёлковая бумага была отнесена к высшему, элитному классу. Исследователи обнаружили ранние образцы записей, сделанных на шёлковой бумаге, в гробнице, относимой ко II веку, в Мавандуе. Материал был, конечно, более дорогим, но и более практичным, чем бамбуковые пластинки. На бумаге из шёлка были обнаружены трактаты по многим предметам, в том числе метеорологии, медицине, астрологии, и даже карты.

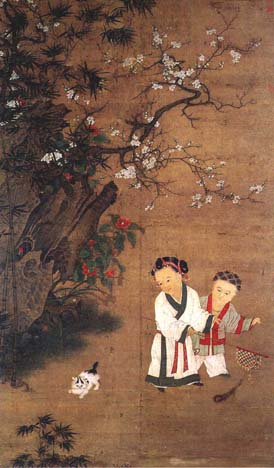
Китайская картина на шёлке, изображающая играющих детей в одежде из шёлка. Су Хэнчэн (1160—1130-е гг.), династия Сун.

Во время правления династии Хань ценность шёлка постепенно возрастала, он стал больше, чем просто материалом. Он использовался для оплаты государственным служащим и для вознаграждения особенно достойных граждан. Как с помощью золота можно определять цены товаров, так и длина шёлковой ткани стала денежным стандартом в Китае (в дополнение к бронзовым монетам). Богатства, которые в Китай принёс шёлк, вызывали зависть у соседних народов. Начиная со второго века до нашей эры хунну регулярно грабили китайские провинции на протяжении 250 лет. Шёлк был обычным предложением императора этим племенам в обмен на мир.
Шёлк описан в главе о посадке шелковицы, написанной Си Шэнгжи из Западной Хани (206 г. до н. э. — 9 г. н. э.). Существует документ из Восточной Хани (25-220 н. э.) с календарём производства шёлка. Две другие известные работы о шёлке периода Хань утеряны.
«Военные платёжные ведомости сообщают нам, что выплаты солдатам производились свёртками простой шёлковой ткани, которые были распространены в качестве валюты в ханьские времена. Солдаты могли обменять свой шёлк у кочевников, которые приходили к воротам Великой китайской стены, чтобы продать лошадей и меха».
В течение более чем тысячелетия шёлк оставался главным дипломатическим подарком императора Китая его соседям или вассалам. Использование шёлка стало настолько важным, что в скором времени шёлк (糸) стал одним из основных иероглифических ключей в китайской письменности.
Использование шёлка регулировалось в Китае при помощи очень точных правил. Например, во время династий Тан и Сун чиновников обязывали использовать определённые цвета в соответствии с их различными функциями в обществе. Во время империи Мин шёлк начал использоваться в ряде аксессуаров: для носовых платков, кошельков, ремней, для вышивки. Эти модные аксессуары были связаны с определённым положением в обществе: был специальный головной убор для воинов, для судей, для дворян и религиозного назначения. Женщины из высокого китайского общества внимательно следили за правилами дресс-кода и использовали шёлк в своих одеждах, на который наносилось огромное разнообразие узоров. Роман 17-го века «Цветы сливы в золотой вазе» даёт следующее описание одного из нарядов (в переводе В. С. Манухина и В. С. Таскина):
В это время появилась Цзиньлянь. Одета она была в цвета алоэ кофту из шаньсийского шёлка, которую украшали дикие утки с ветками тростника в клювах. Стоячий атласный воротничок, расшитый по краю цветами, блистал белизною. На кофте выделялись пуговицы в виде хризантем с сидящими на них золотыми пчёлками. На отделанной тесьмою юбке с подвесками был изображён вздымающий волны морской конёк. Из-под юбки виднелись ярко-красные атласные туфли на высокой белой подошве и пестрые штаны. На голове покачивались сапфировые подвески и сверкал жемчужный ободок.

Процесс изготовления китайского шёлка
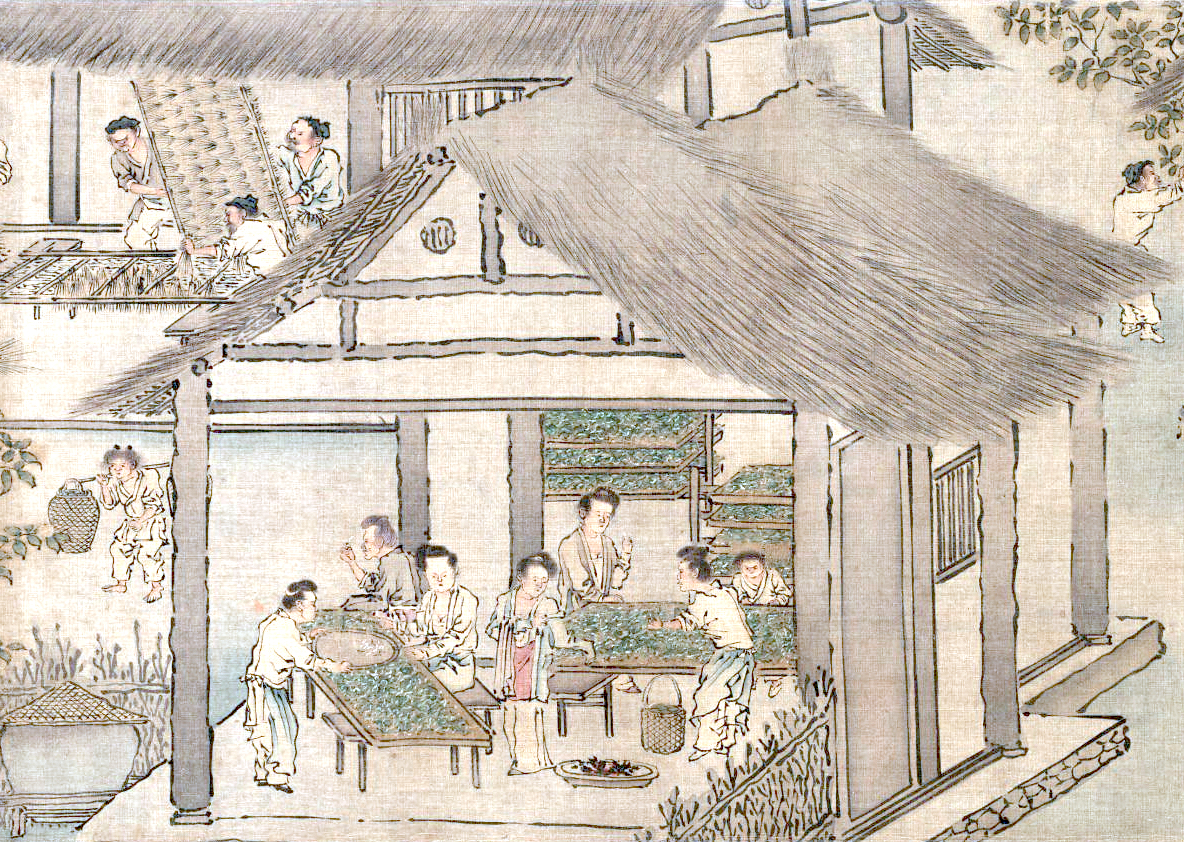
Тутовые шелкопряды и листья шелковицы размещаются на подносах.
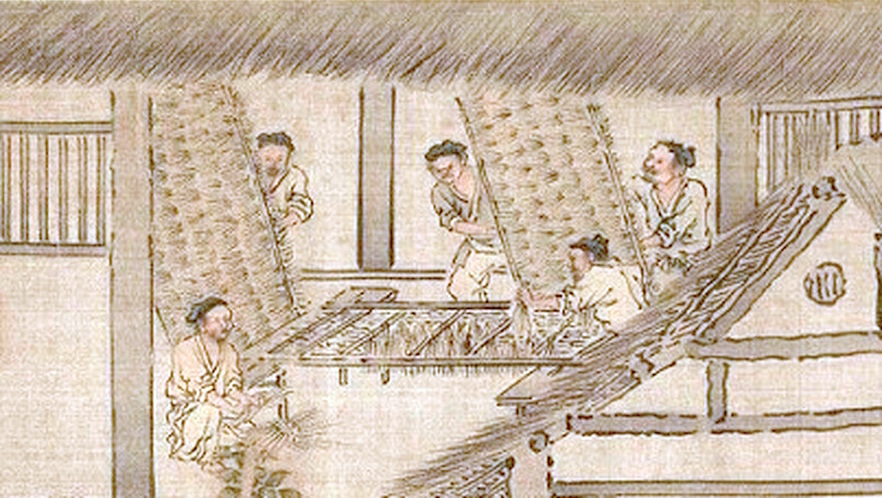
Изготовление каркасов из прутьев для тутовых шелкопрядов.
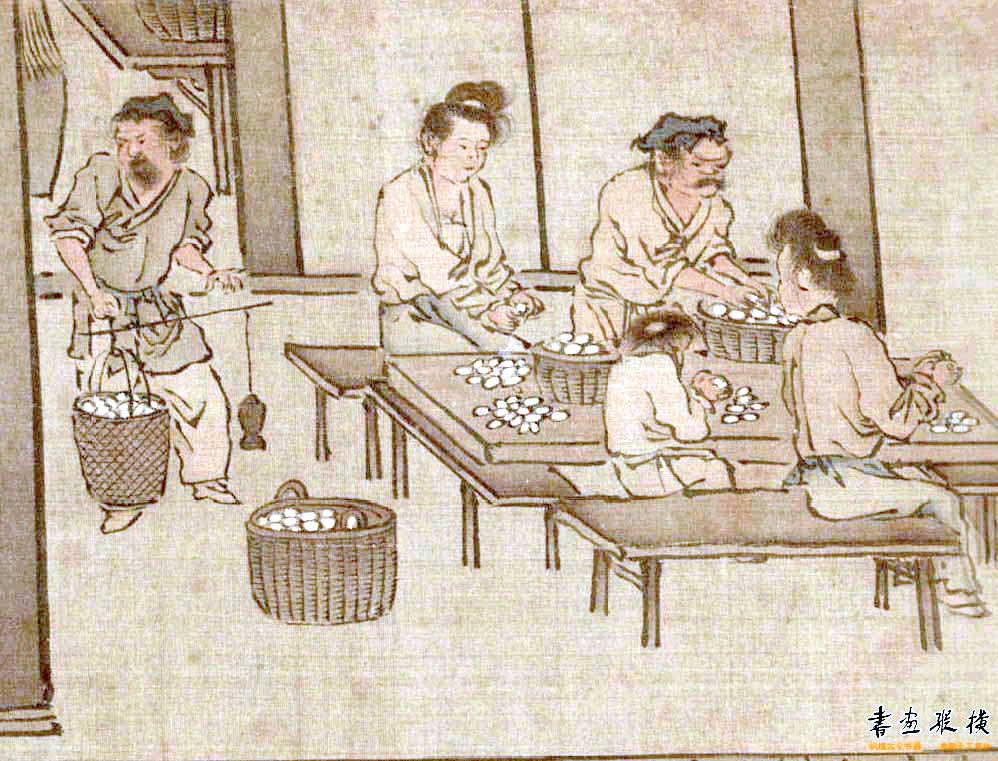
Взвешивание и сортировка коконов.
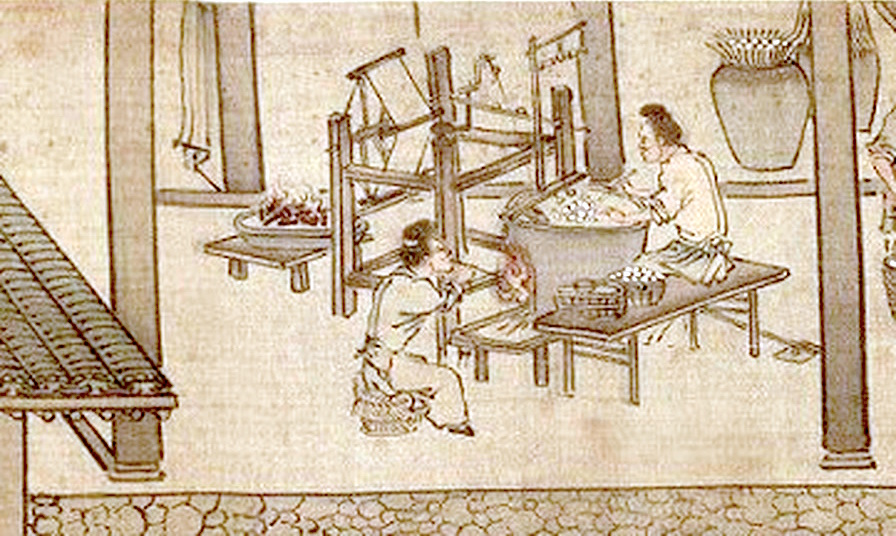
Коконы замачивают и наматывают шёлк на катушки.
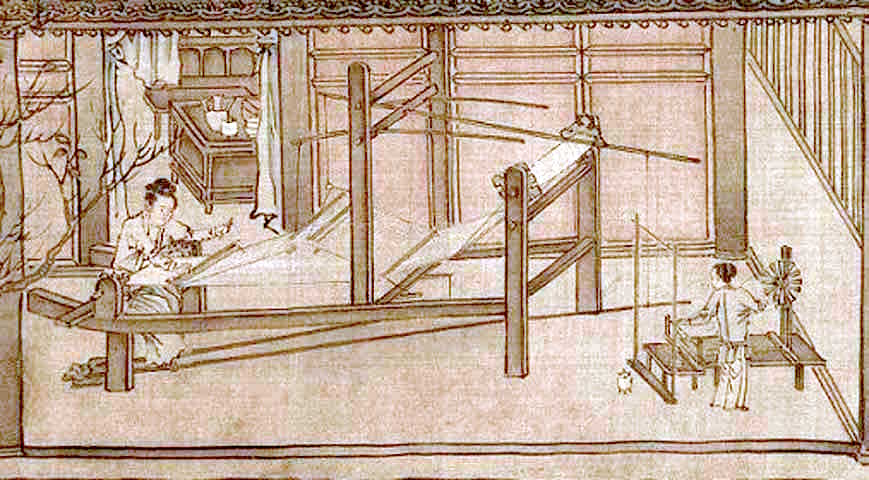
Ткание шёлка с использованием ткацкого станка.

## Торговля китайским шёлком

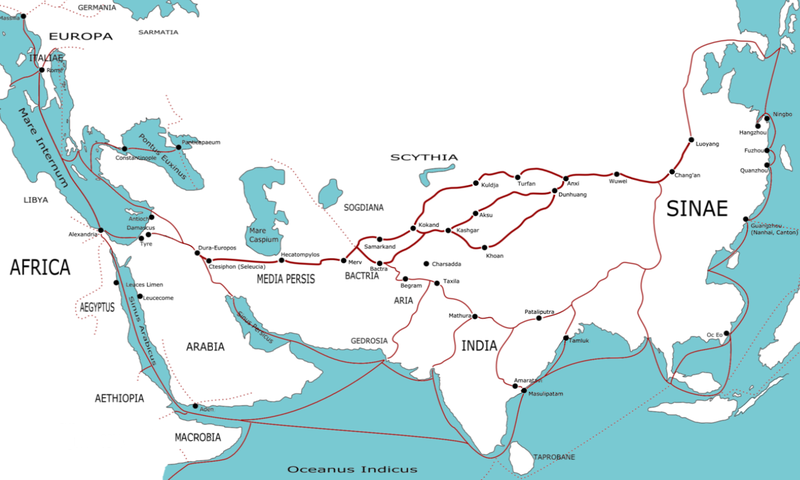
Карта основных шёлковых путей в период с V века до н. э. по V век н. э.

Многочисленные археологические находки свидетельствуют, что шёлк ценился как роскошный материал в зарубежных странах задолго до открытия китайцами Шёлкового пути. Например, шёлк был найден в Долине Царей в гробнице мумии, датируемой 1070 годом до нашей эры. Сначала греки, а затем римляне стали говорить о серес (греч. Σῆρες, лат. Sērēs — «шёлковый»), обозначая этим термином жителей далёкого царства, Китая (Серика). По утверждению некоторых историков, первый контакт римлян с шёлком осуществили легионы правителя Сирии Красса, которые во время битвы при Каррах были так удивлены блеском знамён Парфии, что стали спасаться бегством.
Великий шёлковый путь на запад был открыт китайцами во втором веке нашей эры. Главная дорога от Сианя шла к северу или югу от пустыни Такла-Макан, одной из самых засушливых в мире, а затем пересекала горы Памира. Караваны, которые использовали этот метод для обмена шёлка с другими купцами, были, как правило, довольно большими, включали от 100 до 500 человек, а также верблюдов и яков, каждый из которых нёс около 140 кг товара. Эти караваны доходили до Антиохии и берегов Средиземного моря, путешествие от Сианя занимало около года. Второй, южный, путь перед тем, как вернуться на северный маршрут, шёл через Йемен, Мьянму и Индию.
Вскоре после завоевания Египта в 30-е годы до н. э. началась регулярная торговля между Азией и римлянами, которые проявили склонность к шёлковой ткани. Она поступала с Дальнего Востока, затем парфяне перепродавали её римлянам. Римский сенат по экономическим и моральным причинам пытался запретить ношение шёлка, но тщетно. Импорт китайского шёлка привёл в результате к такому огромному оттоку золота из Рима, что шёлковая одежда стала восприниматься как символ декаданса и безнравственности.

Я вижу одежду из шёлка, если материю, которая не прикрывает ни тело, ни даже порядочность, можно назвать одеждой. … Несчастные служанки трудятся, чтобы неверную жену можно было увидеть сквозь её тонкое платье, так что любой посторонний или иностранец становится знакомым с телом жены ничуть не хуже мужа.
— Луций Анней Сенека Декламации т. I.
В эпоху позднего Средневековья трансконтинентальная торговля по земному маршруту Великого шелкового пути сократилась, а морской товарооборот наоборот увеличился. Шёлковый путь был важным фактором в развитии цивилизаций Китая, Индии, Древнего Египта, Персии, Аравии и Древнего Рима. Хотя шёлк был, конечно, главной позицией в торговле с Китаем, объектами купли-продажи были и многие другие товары. По Шёлковому пути передавались также различные технологии, религии и философии, и даже бубонная чума («Черная смерть»). Среди торговавшихся товаров были шёлк, атлас, пенька и другие тонкие ткани, мускус, различные духи, специи, лекарства, драгоценные камни, изделия из стекла, а также рабы. Китай торговал шёлком, чаем и фарфором; Индия — специями, слоновой костью, текстилем, драгоценными камнями и перцем; Римская империя экспортировала золото, серебро, изысканные изделия из стекла, вино, ковры и драгоценности. Хотя термин Шёлковый путь подразумевает непрерывное путешествие, очень немногие из тех, кто передвигался по маршруту, проходили его от начала и до конца. По большей части, товары доставлялись цепочкой посредников, которые проезжали по той или иной части маршрута и торговали на оживлённых рынках городов-оазисов. Основными купцами в древности были индийские и бактрийские торговцы, потом с 5 по 8 в. н. э. — согдийцы, а затем — арабские и персидские торговцы.

## Распространение производства

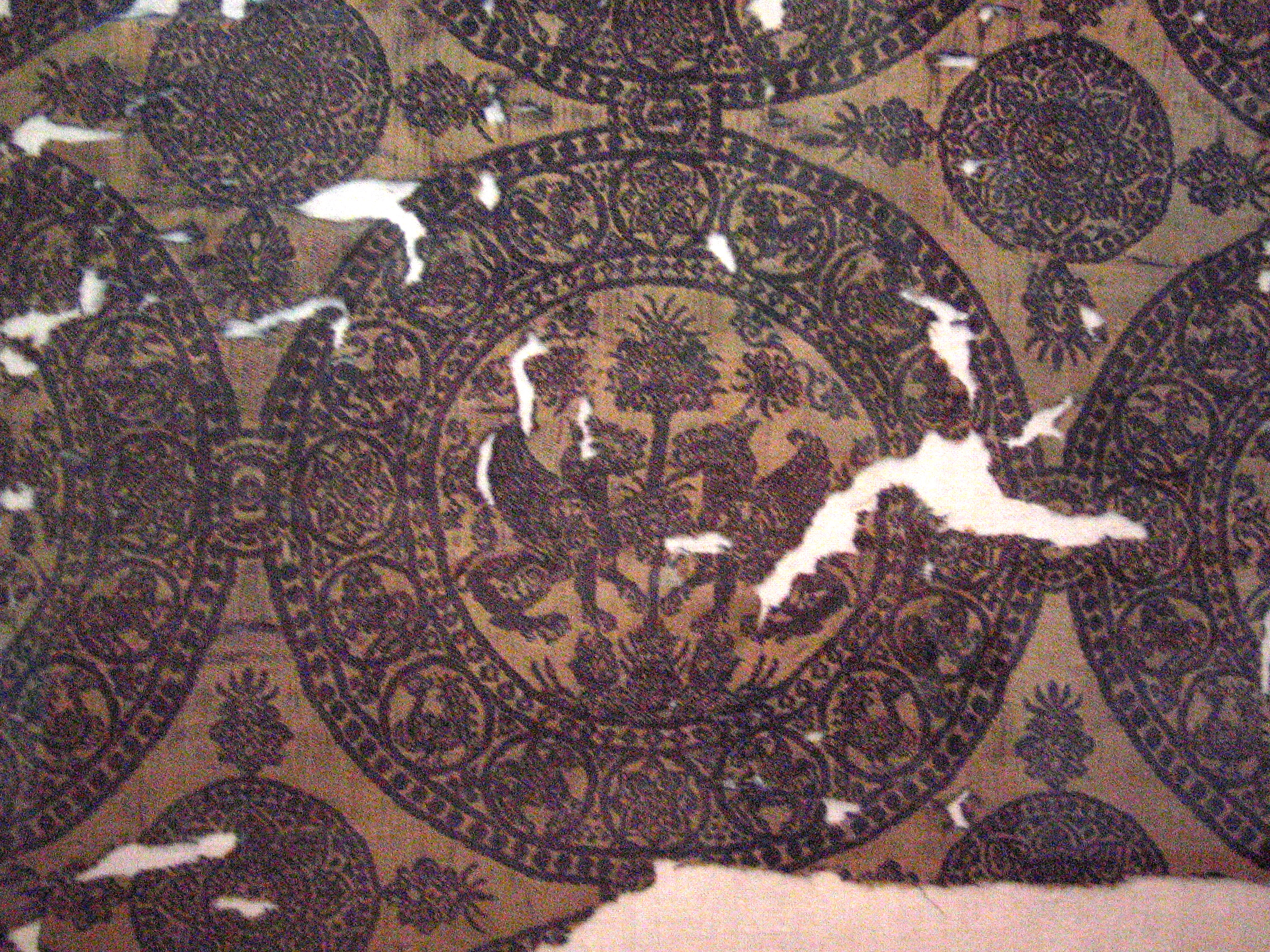
Двусторонняя шёлковая ткань, вдохновлённая культурой Сасанидов, с изображением крылатых львов и древа жизни. Ранний исламский период в Иране, Национальный музей Ирана.

Хотя шёлк был хорошо известен в Европе и большей части Азии, Китаю длительное время удавалось поддерживать почти полную монополию на шелководство. Монополия была защищена императорским указом, любой, кто пытался экспортировать шелковичных червей или их яйца, приговаривался к смерти. Только около 300 года н. э. японская экспедиция добилась успеха, заполучив некоторое количество яиц тутового шелкопряда и похитив четырёх молодых китайских девушек, которых заставили научить японцев искусству производства шёлка. В дальнейшем методы шелководства были завезены в Японию в больших масштабах во время частых дипломатических контактов в 8-9 веках.
Начиная с 4 века до н. э., шёлк стал доходить до эллинского мира через купцов, которые обменивали его на золото, слоновую кость, лошадей и драгоценные камни. Вплоть до границ Римской империи шёлк стал денежным стандартом для оценки стоимости различных товаров. В эллинистической Греции оценили высокое качество китайских товаров и приложили усилия для посадки тутовых деревьев и разведения шелкопряда в Средиземноморье. Персидские Сасаниды контролировали торговлю шёлком, который предназначался для Европы и Византии. По-гречески слово «шёлковый» звучало как σηρικός (см. Отк. 18:12), от имени Серес (Σῆρες). По Страбону, греки так называли народности к востоку от Индии, от которых был впервые получен шёлк. Греческое слово породило латинское sericum, от которого потом появилось древнеанглийское sioloc и среднеанглийское silk.

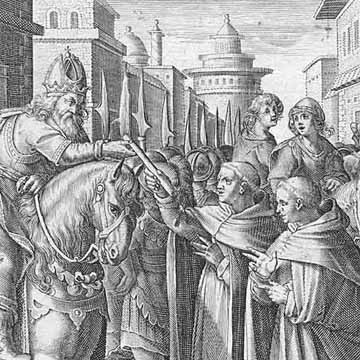
Монахи передают Юстиниану I шелковичных червей.

По Прокопию, только в 552 году н. э. византийскому императору Юстиниану были доставлены первые яйца тутового шелкопряда. Он послал двух несторианских монахов в Центральную Азию, которые смогли принести ему их, спрятанными в стеблях бамбука. До возвращения монахов яйца успели вылупиться, но коконы ещё не сформировались. Таким образом, Византийская церковь получила возможность изготавливать ткань для императора с прицелом создания в дальнейшем большой шёлковой промышленности в Восточной Римской империи, используя навыки, полученные от Сасанидов. Гинекеи имели законную монополию на ткани, но империя продолжала импортировать шёлк из крупных городских центров Средиземноморья. Великолепие византийских техник было результатом не производственного процесса, но следствием скрупулёзного внимания, которое уделялось оформлению и украшению. Ткацкие методы, которые они использовали, были получены из Египта. Первые чертежи ткацких станков появились в V веке.
Шёлковые паруса упоминаются в Новгородской первой летописи, а также в повести временных лет.
Арабы с их расширяющимися завоеваниями распространили шелководство по всему берегу Средиземного моря, что привело к развитию производства шёлка в Северной Африке, Андалусии и Сицилии. Тесное взаимодействие между византийскими и мусульманскими шёлкоткацкими центрами всех уровней качества сделало крайне сложной идентификацию и датировку тех редких примеров изделий из шёлка, которые сохранились.
Китайцы потеряли монополию на производство шёлка, но смогли восстановить свой статус основного поставщика шёлка (во времена династии Тан) и произвести индустриализацию своего производства в больших масштабах (во время династии Сун). Китай по-прежнему продолжал экспортировать ткани высокого качества в Европу и на Ближний Восток по Шёлковому пути.
С началом крестовых походов техники производства шёлка стали распространяться по Западной Европе. В 1147 году, в то время, когда византийский император Мануил I Комнин сосредоточил все свои усилия на втором крестовом походе, норманнский король Рожер II напал на Коринф и Фивы, два важных центра производства византийского шелка. Норманны вывезли всю производственную инфраструктуры шёлка и депортировали всех работников в Палермо, что привело к процветанию норманнской шёлковой промышленности. Взятие Константинополя во время четвёртого крестового похода в 1204 году привело к упадку города и его шёлковой промышленности, многие ремесленники оставили город в начале XIII века. В Италии развилась шёлковая промышленность после того, как две тысячи квалифицированных ткачей прибыли из Константинополя. Многие из них решили поселиться в Авиньоне и снабжать авиньонских пап.
Внезапный бум шёлковой промышленности в районе итальянского города Лукка, начиная с XI—XII веков, был связан с обширными сицилийскими, еврейскими и греческими поселениями, с переселениями из соседних городов юга Италии. С утратой многих итальянских торговых связей на Востоке импорт китайского шёлка резко сократился. Пользуясь моментом, города Лукка, Генуя, Венеция и Флоренция наращивали обороты производства, чтобы удовлетворить спрос со стороны богатой и влиятельной буржуазии к роскошным тканям. В 1472 году было, по крайней мере, 84 цеха и, как минимум, 7000 ремесленников только во Флоренции.

### Взаимное влияние

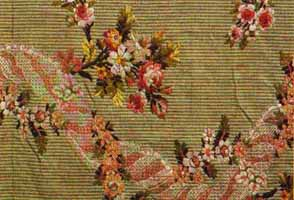
Французская шёлковая парча. Лион, 1760—1770

Шёлк изготавливался с использованием различных видов чешуекрылых как диких, так и одомашненных. В то время как дикий шёлк производился во многих странах, нет никаких сомнений в том, что китайцы были первыми, кто начал масштабное производство шёлка, используя для этого наиболее эффективные виды: Bombyx mandarina и одомашненный Bombyx mori. Китайские источники утверждают, что уже в 1090 году существовало приспособление для раскручивания коконов тутового шелкопряда. Коконы помещались в большую ёмкость с горячей водой, из которой шёлк выходил крошечными кольцами, которые благодаря колебательным движениям наматывались на катушку. Имеется мало информации о прядильных методах, использовавшихся в Китае. Прялка, раскручиваемая рукой, была известна с начала нашей эры. Первое признанное изображение прялки датируется 1210 годом. Существует рисунок прядильной машины для шёлка с водяным колесом от 1313 года.
Более подробная информация известна об использованных ткацких станках. Труд «Основы сельского хозяйства и шелководства», составленный около 1210 года, богат иллюстрациями с описаниями, многие из которых относятся к шёлку. В этой работе неоднократно утверждается, что китайские станки гораздо лучше любых других, и описывается два их типа, позволяющие высвободить руки рабочих. Есть много изображений, относимых 12-13 векам, на которых при тщательном рассмотрении обнаруживаются сходства между различными евразийскими типами станков. Начиная с династии Цзинь, существование шёлкового дамаста было хорошо описано в источниках. Со 2 века до н. э. ткацкие станки с четырьмя валами и другие нововведения позволили создать шелковую парчу.

## Шёлк в Средневековье

### Развитие технологии

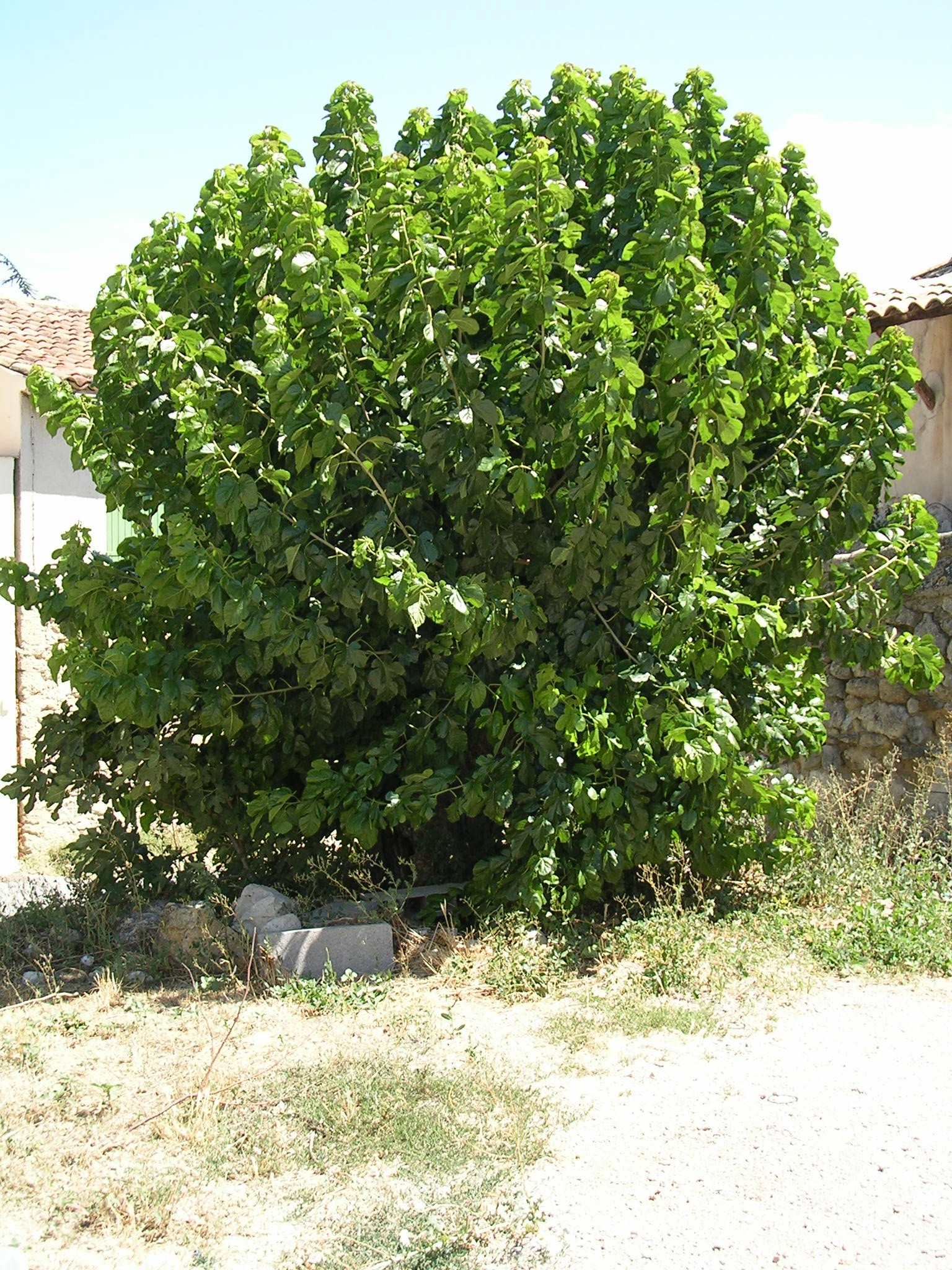
Зрелое тутовое дерево в Провансе.

В период Высокого Средневековья использовались прежние устоявшиеся методы шелководства без каких-либо изменений в используемых материалах и инструментах. Небольшие изменения стали появляться в 10-12 веках, а 13 век принёс значительные и подчас радикальные перемены. Стали появляться новые ткани (среди них — пенька и хлопок), каждая из которых имела свои особенности изготовления. Известный со времён Римской империи шёлк по-прежнему оставался редким и дорогим материалом.
Византийские производители шёлка в Греции и Сирии (6-8 века), арабы в Сицилии и Испании (8-10 века) поставляли роскошный материал в гораздо большем количестве, чем ранее.
В 13 веке в развитии технологий произошло множество кардинальных изменений. Не исключено, что прогресс в текстильной промышленности был движущей силой достижений в области развития технологий в целом. Шёлк в этом историческом процессе занимает привилегированное место.
В начале 13 века уже использовались примитивные формы автоматизации получения шёлковых нитей. В 1221 году в словаре Иоанна де Гарландии и в 1226 году в «Книге ремёсел» («Livre des métiers») Этьена Буало перечисляются многочисленные типы соответствующих устройств. Использовавшиеся инструменты были усовершенствованы в Болонье в 1270-80 годах. Многие документы начала 14 века указывают на то, что эти устройства были достаточно сложными.
Катушка, первоначально разработанная для шёлковой промышленности, сейчас имеет несколько применений. Самым ранним сохранившимся изображением прялки является витраж в Шартрском соборе. Там и на фреске в Кёльнском «Доме прялки» (Kunkelhaus, ок. 1300 года) катушки и сновальные машины изображены вместе. Возможно, зубчатая сновальная машина была создана в шёлковой промышленности; это позволило сделать основу более однородной и большей длины.
Начиная с конца 14 века, в результате разрушений, вызванных «Чёрной смертью», в промышленности произошёл сдвиг в сторону менее дорогих технологий. Многое из того, что ранее было полностью запрещено цехами (использование шерсти низкого качества и т. д.), стало повсеместным явлением. В шёлковой промышленности распространялось использование водяных мельниц, и уже к 15 веку Жан Ле Калабре спроектировал ткацкий станок, который получил почти универсальное применение.

### Шёлковая промышленность Франции

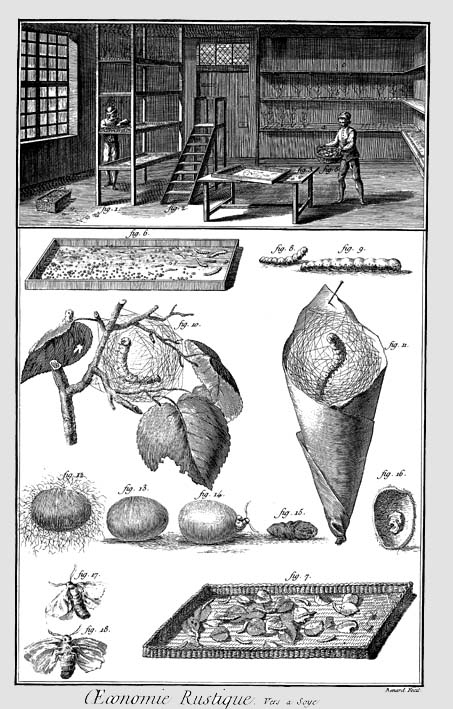
Иллюстрация из «Энциклопедии» Дидро и Д’Аламбера с изображением этапов производства шёлка.

Итальянская шёлковая ткань была очень дорогой вследствие стоимости сырья и производственных затрат. Ремесленники в Италии оказались неспособными идти в ногу с требованиями французской моды, которая постоянно требовала всё более лёгких и менее дорогих материалов для изготовления одежды.
Следуя по стопам таких богатых итальянских городов как Венеция, Флоренция и Лукка, ставших крупнейшими производителями роскошных тканей, Лион занял аналогичную нишу на французском рынке. В 1466 году король Людовик XI решил развить в Лионе шёлковую промышленность. Из-за протестов лионцев он уступил и перенёс производство в город Тур, но развитие отрасли в Туре было сравнительно незначительным. Основная цель Людовика состояла в том, чтобы сократить дефицит торгового баланса с Италией, из-за которого Франция теряла от 400 000 до 500 000 золотых экю в год. Приблизительно в 1535 году Франциск I вручил королевскую грамоту на развитие торговли шёлком в Лионе пьемонтскому купцу Этьену Тюрке. В 1540 году король предоставил Лиону монополию на производство шёлка. Начиная с 16 века, Лион стал столицей европейской торговли шёлком. Обретя уверенность, лионские производители шёлка стали отказываться от оригинальных восточных стилей в пользу своего собственного, в котором акцент ставился на пейзажах. В середине 17 века в Лионе использовалось более 14000 ткацких станков, а шёлковая промышленность обеспечивала работой и пропитанием треть населения города.
В 18 и 19 веках Прованс пережил бум шелководства, который продолжался до Первой мировой войны. Значительная часть шёлка отправлялась на север в Лион. Коммуны Люберона Вьян и Ла-Бастид-де-Журдан извлекали наибольшую выгоду из тутовых плантаций, которые к настоящему времени не сохранились.

### Распространение в другие страны

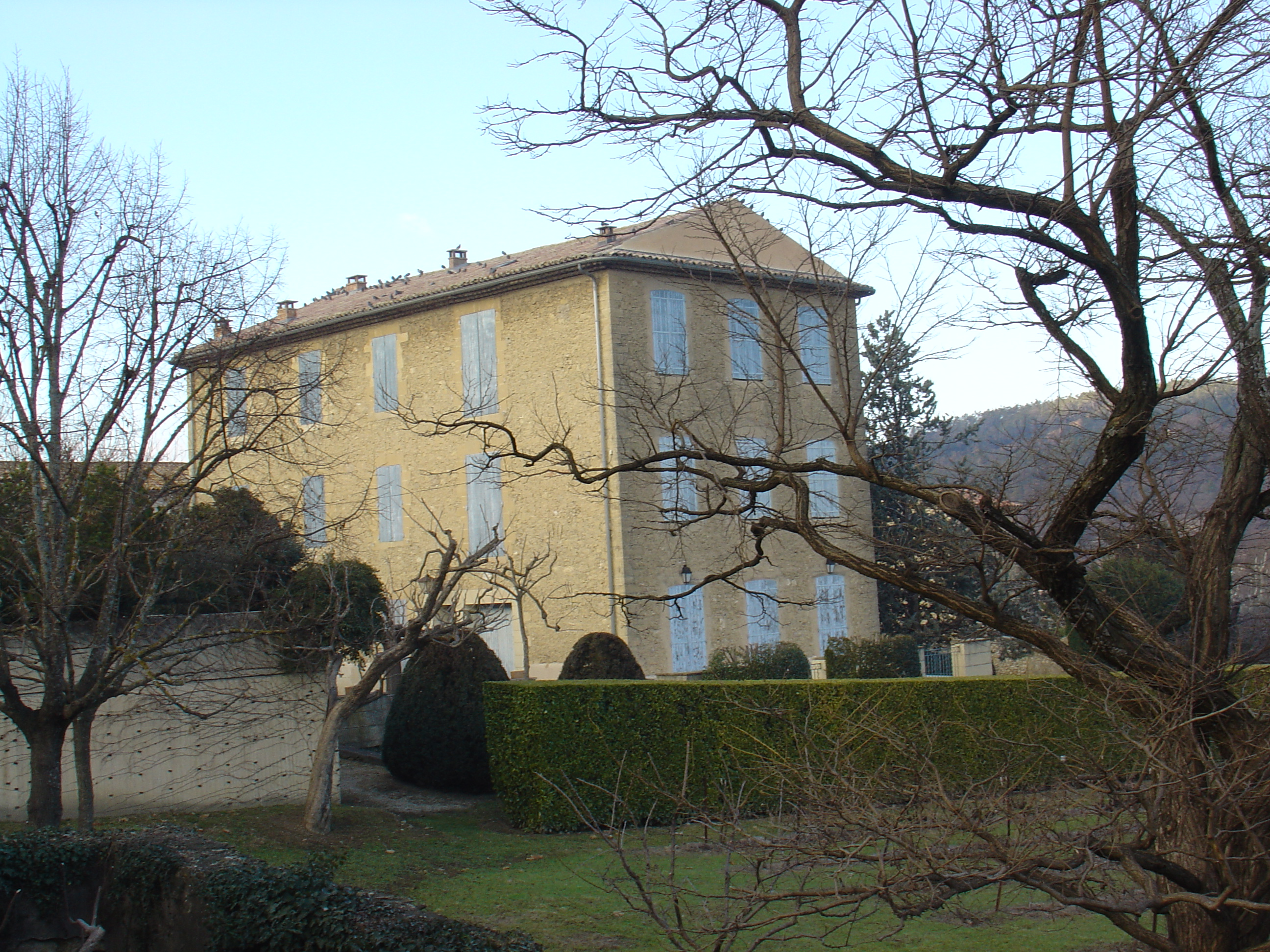
Бывшая шёлковая ферма в Любероне

Англия при Генрихе IV также стремилась развить шёлковую промышленность. Возможность для этого возникла вместе с отменой нантского эдикта в 1680-е годы, когда сотни тысяч французских гугенотов, многие из которых были искусными ткачами и экспертами в шелководстве, начали иммигрировать в Англию, спасаясь от религиозных преследований. В ряде лондонских районов открылось много высококачественных шёлковых мастерских, чья продукция отличалась от континентального шёлка (в основном — использованными цветами). Тем не менее, британский климат помешал английскому шёлку доминировать за пределами страны.
Многие во время правления короля Якова I предполагали, что шёлковая промышленность будет создана в британских колониях в Америке, но, будучи созданной, она не получила там серьёзного развития. Аналогично, шёлковое производство было запущено во многих других странах, включая Мексику, куда его в 1522 году привёз Эрнан Кортес. Но редко какое из новых производств вырастало до существенных размеров.

## Шёлк после промышленной революции

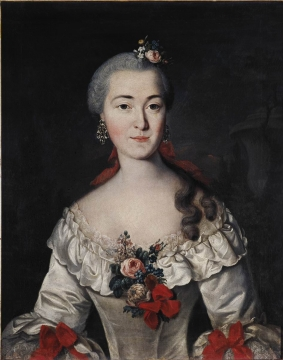
Портрет Марии Ивановны Татищевой в платье из шёлковой ткани пудесуа
Давид Людерс (1759), Москва, Государственная Третьяковская галерея

### Начало промышленной революции
Начало промышленной революции было отмечено массовым бумом в текстильной промышленности, были введены прорывные технологические инновации. Лидером по нововведениям стала хлопчатобумажная промышленность Великобритании. На ранних стадиях революции часто возникали несоразмерности в технологических цепочках, например, прядение прогрессировало гораздо быстрее, чем ткачество. Это побуждало создавать дополнительные инновации для технологически отстающих стадий производства. Шёлковая промышленность, однако, не получила никакой выгоды от нововведений в прядении, так как шёлк естественным образом уже является нитью. 
В 17-18 веках был осуществлён прогресс в упрощении и стандартизации изготовления шёлка, с многими усовершенствованиями, следовавшими одно за другим. Ткацкий станок с использованием перфокарты Б. Бушона и Ж. Фалькона появился в 1775 году, некоторое время спустя его развил Жак де Вокансон. Позже, Жозеф Мари Жаккар усовершенствовал конструкцию Фалькона и Вокансона, создав революционный жаккардовый ткацкий станок, который позволял использовать ряд перфокарт, обрабатывавшихся механически в правильной последовательности. Перфокарты жаккардового станка были прямыми предшественниками современного компьютера, так как они позволяли (в ограниченной форме) программировать. Перфокарты также использовались в компьютерах в 20 веке и были распространены повсеместно до их устаревания в 1970-х годах. С 1801 вышивание стало высокомеханизированным процессом благодаря эффективности жаккардового ткацкого станка, чей механизм дал возможность массового производства тканей со сложным дизайном.
Жаккардовый ткацкий станок был тотчас осуждён работниками, которые возложили на него вину за начавшуюся безработицу, но это не помешало станку стать важнейшим элементом всей отрасли. Ткацкий станок был объявлен государственной собственностью в 1806 году, Жаккар был награждён пенсией и роялти за каждый станок. В 1834 году только в Лионе насчитывалось 2885 жаккардовых ткацких станков. Лионское восстание 1831 года стало предвестником многих крупных мятежей работников во время промышленной революции. Ткачи заняли город Лион и не оставляли его до тех пор, пока восстание не было подавлено армией, возглавляемой маршалом Сультом. Второй бунт, аналогичный первому, состоялся в 1834 году.

### Упадок европейской шёлковой промышленности
Первые болезни шелкопряда, приведшие в итоге к эпизоотии, появились в 1845 году. Среди них — пебрина (нозематоз), вызываемая микроспоридиями Nosema bombycis, фляшерия, вызываемая поеданием гусеницами заражённых листьев шелковицы, мускардина, вызываемая грибком Beauveria bassiana. Эпизоотия приняла массовый характер. После того, как пострадали шелковичные черви, вирусы начали заражать тутовые деревья. Химику Жан-Батисту Дюма, французскому министру сельского хозяйства, было поручено остановить эпизоотию. В 1865 году он попросил Луи Пастера изучить болезни шелкопряда. В течение многих лет Пастер думал, что пебрина не является заразным заболеванием. В 1870 году он изменил своё мнение, были приняты меры, и масштабы заболевания сократились.
Тем не менее, рост цен на коконы тутового шелкопряда и снижение значимости шёлка для буржуазии в XIX веке вызвали упадок шёлковой промышленности в Европе. С открытием Суэцкого канала в 1869 году были снижены цены на импортировавшийся шёлк из Китая и Японии.
Начиная со времён долгой депрессии (1873—1896) шёлковое производство в Лионе стало полностью индустриализованным, ручные ткацкие станки быстро исчезали. В XIX веке прогресс в текстильной промышленности был вызван также достижениями в химии. Синтез анилина был использован, чтобы создать краситель мовеин, а синтез хинина — для создания красителя индиго. В 1884 году граф Илэр де Шардонне изобрёл искусственный шёлк (вискозное волокно), а в 1891 году открыл фабрику для его производства. Новый материал стоил значительно дешевле и отчасти заменил натуральный шёлк.

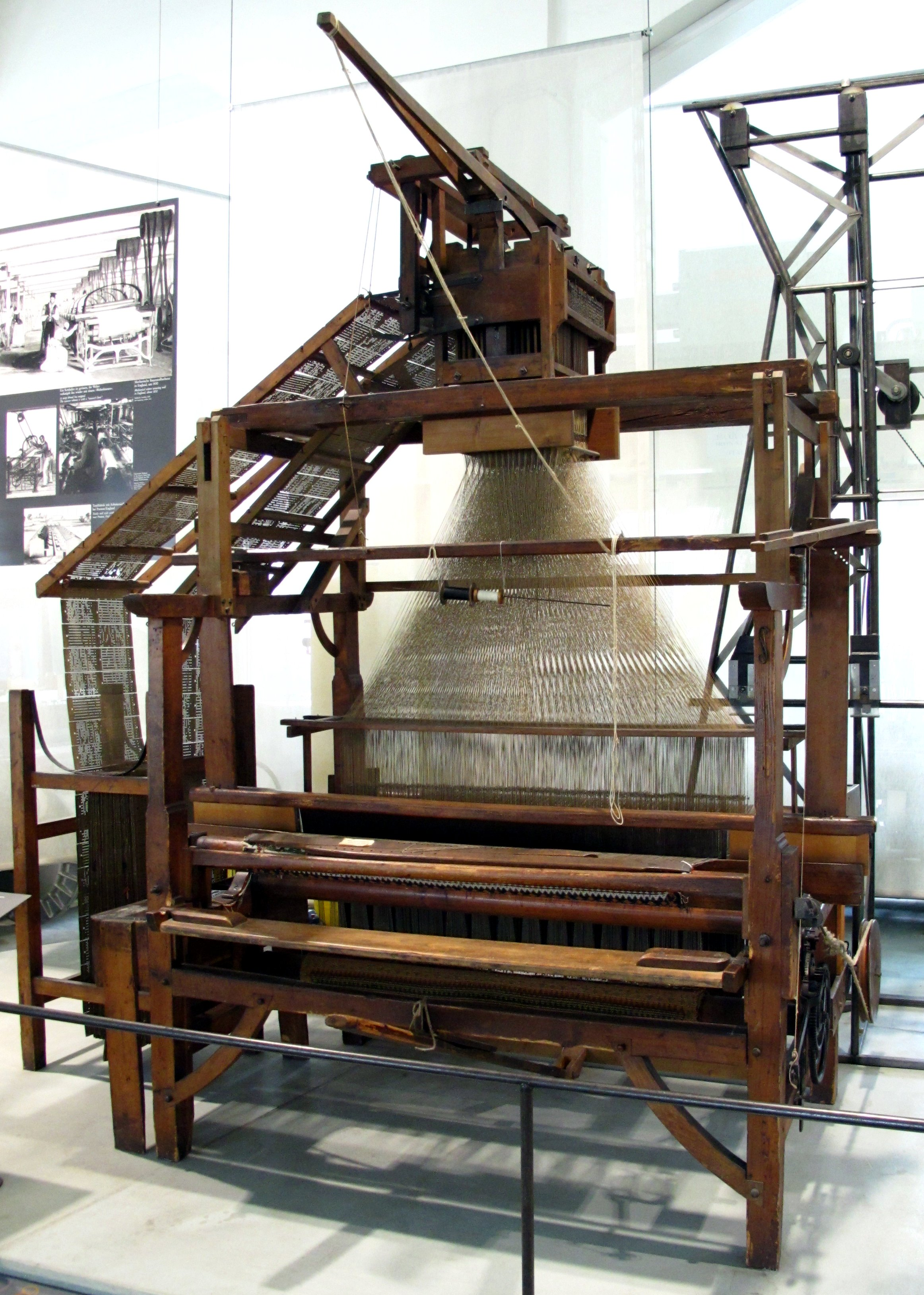
Жаккардовый ткацкий станок.
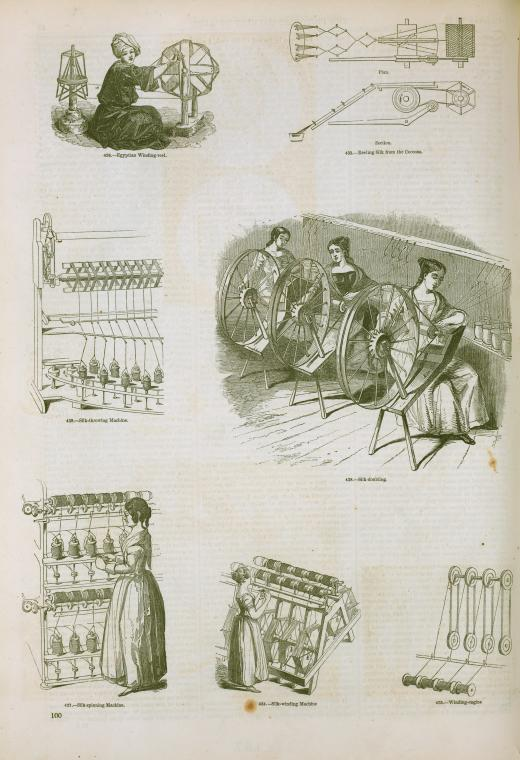
Изображение ткацких машин, использовавшихся в шёлковом производстве в Англии, 1858.
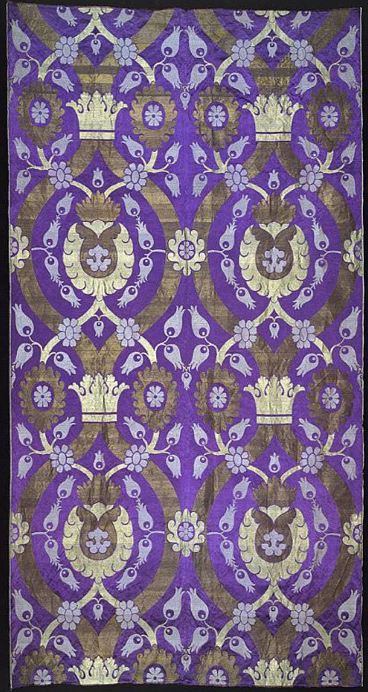
Панно, изготовленное на ткацком станке в Шотландии, ок. 1887.

## Шёлк в современное время

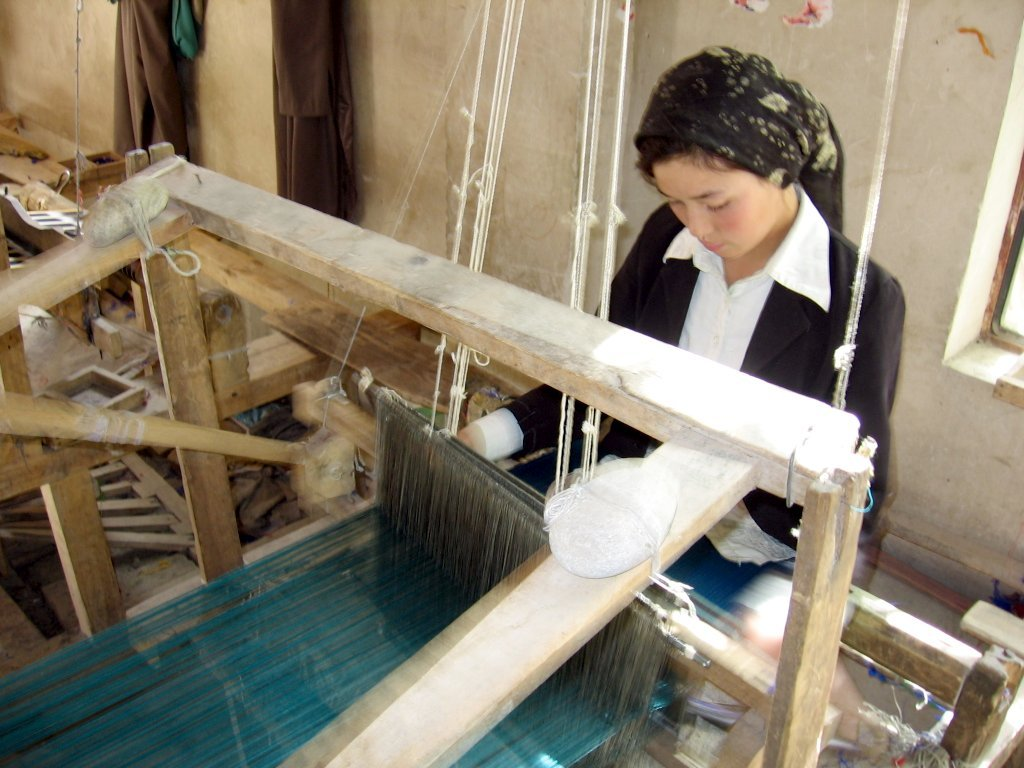
Женщина в процессе изготовления шёлка в Хотане, Китай.

После кризиса в Европе Япония модернизировала шелководство, что сделало её основным мировым производителем шёлка. Италии удалось преодолеть кризис, но Франция этого сделать не смогла. Вместе с урбанизацией Европы многие французские и итальянские сельскохозяйственные рабочие оставляли шёлковые фермы, переходя на более высокооплачиваемую работу на заводах. Чтобы компенсировать дефицит, шёлк-сырец импортировался из Японии. Азиатские страны, которые ранее специализировались на экспорте сырья (коконы и шёлк-сырец), со временем начали экспортировать ткани и готовую одежду.
Во время Второй мировой войны поставки шёлка из Японии были прерваны, западные страны были вынуждены искать заменители. Вместо шёлка для производства парашютов, чулок и т. д. стали использоваться синтетические волокна, такие как нейлон. После войны производители шёлка не смогли восстановить многие из потерянных рынков, хотя он по-прежнему оставался дорогим предметом роскоши. Благодаря развитию технологий и протекционистской политике послевоенная Япония стала главным экспортёром шёлка-сырца и сохраняла это положение до 1970-х годов. Но в результате дальнейшего роста значимости синтетических волокон и ослабления протекционизма в Японии наступил упадок шёлковой промышленности, и к 1975 году она более не являлась нетто-экспортёром шёлка.
В результате экономических реформ Китайская Народная Республика стала крупнейшим в мире производителем шёлка. В 1996 году она произвела 58 из 81 тысячи тонн от общемирового производства, Индия — 13000, Япония — 2500. В 1995-97 годах производство китайского шёлка снижалось на 40 % в целях повышения цен, вызывая в памяти времена дефицита.
В декабре 2006 года Генеральная Ассамблея Организации Объединенных Наций провозгласила 2009 год Международным годом природных волокон, стремясь таким образом поднять престиж шёлковых и других натуральных волокон.
В 2022 году, на заседании Межправительственного комитета ЮНЕСКО по сохранению нематериального культурного наследия, проходящем с 28 ноября по 3 декабря в Рабате, шелководство и традиционное производство шёлка для ткачества было внесено от Азербайджана, Афганистана, Ирана, Турции, Таджикистана, Туркменистана и Узбекистана в репрезентативный список нематериального культурного наследия человечества.